# Jeuss
Jeuss là một đô thị trong huyện See thuộc bang Fribourg ở Thụy Sĩ. Tên cũ tiếng Pháp là Jentes.